# Psalm 140
Psalm 140 – jeden z utworów zgromadzonych w biblijnej Księdze Psalmów. Psalm jest zaliczany do dzieł dawidowych. W numeracji Septuaginty psalm ten nosi numer 139.

## Teologia Psalmu
Utwór można sklasyfikować jako lamentację jednostki. Psalmista prosi o wybawienie od spisku, jaki uknuli wrogowie, oraz od przemocy słownej (140, 2–8). Druga część psalmu skupia się na modlitwie o klęskę wrogów. Podmiot liryczny odwołuje się do odpłaty, jaka powinna sięgnąć prześladowców za zło, jakiego sam doświadcza (140, 9–12). Ostatnie wersety psalmu kończą się wyznaniem ufności Bogu przez psalmistę (140, 13–14). Ta błagalna pieśń stanowi swoiste wyznanie wiary w sprawiedliwy osąd Boży. Na wyznanie psalmisty duży wpływ mają przeciwności, z jakimi się zmaga. Bóg w utworze ukazany jest jako obrońca psalmisty.

## Symbolika
- Kara, węgiel ognisty (140,11), pojawia się w wasalnych traktatach Assarhaddona jako kara za złamanie porozumienia[4].
- Hieronim ze Strydonu posługiwał się tym psalmem w walce z grzechem języka[3].
- Augustyn z Hippony dostrzega w nim rys cierpiącego Chrystusa[3].
- W utworze trzykrotnie pojawia się niejasne słowo sela, którego znaczenie nie jest dokładnie znane[5].